# Resident Evil (sèrie de televisió)
Resident Evil és una sèrie de televisió estatunidenca d'acció i terror desenvolupada per Andrew Dabb per a Netflix. Basada en la sèrie de videojocs homònima de Capcom, és la segona adaptació televisiva de la franquícia després de la minisèrie animada Infinite Darkness, i la vuitena adaptació d'imatge real després de la sèrie cinematogràfica homònima. La sèrie té lloc en l'univers original, però inclou la història de la sèrie de jocs com a relat de fons i base.
La sèrie compta amb un repartiment encapçalat per Lance Reddick com a Albert Wesker, Ella Balinska i Adeline Rudolph com els fills adoptius de Wesker, mentre que Tamara Smart i Siena Agudong interpreten el seu jo més jove, i Paola Núñez com a Evelyn Marcus, les filles d'en James Marcus. S'alternen entre dues línies de temps, seguint la Jade i la Billie Wesker durant els seus dies a New Raccoon City on descobreixen els secrets foscos del seu pare i de la Corporació Umbrella; i una dècada posterior, on la Jade intenta sobreviure a la fi del món.
El 2019, Netflix va començar el desenvolupament amb Constantin Film, els titulars dels drets que anteriorment havien produït la sèrie de pel·lícules, com a productora implicada, així com amb Moonlighting Films, una productora que va treballar a Resident Evil: The Final Chapter (2016). La sèrie es va anunciar formalment l'any 2020, després d'haver tingut llum verda com a sèrie de vuit episodis amb una hora de durada. Dabb va ser contractat com a productor guionista al costat d'altres projectes de Netflix. A causa dels retards provocats per la pandèmia de la COVID-19, la producció es va retardar vuit mesos i es va dur a terme de febrer a juliol de 2021.
Resident Evil es va estrenar el 14 de juliol de 2022 amb la versió original subtitulada al català.

## Repartiment
- Lance Reddick com a Albert Wesker, el pare de la Jade i la Billie. Reddick és el primer actor de color que interpreta el personatge.[5]
- Ella Balinska com a Jade Wesker[8]
  - Tamara Smart com a Jade Wesker de jove[8]
- Adeline Rudolph com a Billie Wesker[5]
  - Siena Agudong com a Billie Wesker de jove[8]
- Paola Núñez com a Evelyn Marcus[8]
- Mpho Osei Tutu com a Yen
- Anthony Oseyemi com a Roth
- Marisa Drummond com a guarda
- Lea Vivier com a Susana Franco
- Ahad Raza Mir com a Arjun Batra[9]
- Turlough Convery
- Connor Gosatti com a Simon[8]

## Episodis
| Núm. | Títol                         | Direcció        | Guió                        | Data d'emissió original |
| ---- | ----------------------------- | --------------- | --------------------------- | ----------------------- |
| 1    | «Welcome to New Raccoon City» | Bronwen Hughes  | Andrew Dabb                 | 14 de juliol de 2022    |
| 2    | «The Devil You Know»          | Bronwen Hughes  | Mary Leah Sutton            | 14 de juliol de 2022    |
| 3    | «The Light»                   | Rob Seidenglanz | Shane Frank & Garett Pereda | 14 de juliol de 2022    |
| 4    | «The Turn»                    | Rob Seidenglanz | Kerry Williamson            | 14 de juliol de 2022    |
| 5    | «Home Movies»                 | Rachel Goldberg | Lindsey Villarreal          | 14 de juliol de 2022    |
| 6    | «Someone's Little Girl»       | Batan Silva     | Jeff Howard                 | 14 de juliol de 2022    |
| 7    | «Parasite»                    | Batan Silva     | Mary Leah Sutton            | 14 de juliol de 2022    |
| 8    | «Revelations»                 | Rachel Goldberg | Tara Knight & Andrew Dabb   | 14 de juliol de 2022    |